# Трофимова, Нэлла Аркадьевна
Нэлла Аркадьевна Трофимова (род. 3 июля 1963, Канаш) — российский ученый, специалист в области когнитивной лингвистики, лингвистической прагматики, теории метафоры и теории дискурса, доктор филологических наук, профессор.

## Биография

### Образование
В 1985 году окончила факультет немецкого языка Горьковского государственного педагогического института иностранных языков им. Н. А. Добролюбова (специальность — немецкий и английский языки), в альма-матер в 1993 году закончила программу аспирантуры и защитила диссертацию на соискание ученой степени кандидата филологических наук. В 2009 году в РГПУ им. А. И. Герцена защитила диссертацию на соискание ученой степени доктора филологических наук, тема: «Актуализация компонентов смысла высказывания в экспрессивных речевых актах (на материале современного немецкого языка)».

### Работа в средней и высшей школе
После окончания института работа учителем немецкого и английского языков в средней школе рабочего поселка Большое Мурашкино Горьковской области (до 1988 г.).
С 1994 года работала ассистентом (1994—1997), старшим преподавателем (1997—1998), доцентом (1998—2005), заведующей кафедрой (2004—2005) иностранных языков Чувашского государственного педагогического университета, а также заведующей кафедрой немецкого языка Чувашского государственного университета им. И. Н. Ульянова.
С 2005 года исполняла обязанности доцента кафедры делового иностранного языка Санкт-Петербургского государственного университета, в настоящее время — доцент, заведующая кафедрой немецкого языка Факультета иностранных языков СПбГУ.
С 2007 года по настоящее время работает профессором Департамента иностранных языков Санкт-Петербургской школы гуманитарных наук и искусств Национального исследовательского университета «Высшая школа экономики».
С 2018 года по настоящее время работает профессором кафедры английской филологии и перевода Гуманитарного факультета Санкт-Петербургского государственного экономического университета.

### Научная работа
Профессор Н. А. Трофимова является автором более 150 работ по когнитивной лингвистике, лингвистической прагматике, теории речевых актов, теории метафоры, теории дискурса, социолингвистике, монографий, статей в ведущих статусных научных журналах, научно- и учебно-методических работ, учебников и учебных пособий. Индекс Хирша — 7.
Под руководством ученого защищаются диссертации на соискание ученой степени кандидата филологических наук.

### Работа в диссертационных советах
Является членом совета по защите диссертаций на соискание ученой степени кандидата и доктора филологических наук при Санкт-Петербургском государственном экономическом университете (Д 212.354.09).

### Работа в редакционных советах научных изданий
Член редколлегий журналов «Дискурс» (СПбГЭТУ «ЛЭТИ»), «Гуманитарные науки и вызовы нашего времени» (РГПУ им. А. И. Герцена), «Миграционная лингвистика» (ПГУ, Пермь), Евразийский гуманитарный журнал (ПГУ, Пермь).

## Основные труды
Монографии
- Трофимова Н. А. Полипредикативные высказывания в прагматическом аспекте. Чебоксары: ЧГПУ им. И. Я. Яковлева, 1998. — 175 с.
- Трофимова Н. А. Экспрессивные речевые акты. СПб.: ВВМ, 2008. — 371 с.
- Трофимова Н. А. Мозаика смысла: элементы и операторы их порождения. СПб.: ИВЭСЭП, 2010. — 120 с.
- Трофимова Н. А. От любви до ненависти: смысловые узоры экспрессивов. СПб.: ИВЭСЭП, 2011. — 292 с.
- Трофимова Н. А., Мамцева В. В. Любовь и запахи: репрезентация ольфакторности в любовном дискурсе. СПбГУ: СПбГУЭФ, 2020. — 94 с.

#### Научные статьи
- Trofimova N.A., Kiseleva S.V. Metaphor as a device for understanding cognitive concepts // Revista de Leguas para Fines Especificos. — № 23 (2). 2017. — pp. 226–246.
- Трофимова Н. А., Мамцева В. В. Вербальная репрезентация женских запахов искусственного происхождения в немецкоязычном романтическом дискурсе // Вестник Томского университета. — Томск, 2019. — № 58. — С. 71—81.
- Pesina S.A., Vinogradova S.A., Kiseleva S.V., Trofimova N.A., Rudakova S.V., Baklykova T.Y. Funktioning of Metaphor through the Prism of Invariant Theory in Polysemy // Applied Linguistics Research Journal. 2021. 5, 4. —pp. 247–252.

#### Учебники и учебные пособия
- Трофимова Н. А., Свободова С. А. и др. Проверь себя: Тесты для вступительных экзаменов по немецкому языку. — Чебоксары: ЧГПИ, 1994. — С. 31-35.
- Трофимова Н. А. Контрольные работы по немецкому языку для слушателей подготовительных курсов. — Чебоксары: ЧГУ, 1999. — 33 с.
- Трофимова Н. А. Unser Tschuwaschien. — Чебоксары: ЧГПУ, 2001. — 94 с.
- История немецкого языка. Практические задания для семинарских занятий. — Чебоксары: ЧГПУ, 2002. — 38 с.

## Членство в организациях
- член Российская ассоциация лингвистов-когнитологов (РАЛК);
- член Российского союза германистов;
- член Межрегиональной ассоциации учителей и преподавателей немецкого языка;
- член Всемирной ассоциации коммуникации (WCA).